# Männer wie wir
Männer wie wir é uma comédia romântica esportiva de 2004 dirigida por Sherry Hormann que conta a história de um goleiro que reúne um time de futebol gay para disputar um jogo contra seu antigo time, o qual o expulsou por conta da sua sexualidade.

## Sinopse
Ecki mora com seus pais, que são donos de uma padaria em Boldrup, uma cidade fictícia perto de Dortmund. Desde sua juventude, Ecki é um ávido fã de futebol e um jogador inestimável para o time local, o FC Boldrup.
Em um jogo decisivo, ele falha em pegar a bola durante um pênalti, impedindo o time de ser promovido para a liga do distrito. Devastado, o time se embebedam em uma festa, onde todos veem Ecki beijar Tobias, outro jogador, e subsequentemente o expulsam do time, usando seu erro em campo como desculpa.
Querendo vingança, Ecki imediatamente sai em procura de seu próprio time para derrotar seus ex-camaradas em seu próprio jogo, encontrando três leather daddies, um cozinheiro turco, dois brasileiros, e um vendedor de livros secretamente hétero, com a ajuda de sua irmã, Susanne. O goleiro também consegue ganhar o coração do enfermeiro Sven, que se torna seu primeiro namorado.
Após convencer Karl, um ex-jogador rabugento, a treinar o novo time, Ecki e seus novos amigos estão prontos para a batalha.

## Elenco
- Maximilian Brückner como Ecki
- Dietmar Bär como pai de Ecki
- Saskia Vester como mãe de Ecki
- David Rott como Sven
- Rolf Zacher como Karl
- Mariele Millowitsch como Elke
- Christian Berkel como Rudolf
- Carlo Ljubek como Udo
- Lisa Maria Potthoff como Susanne
- Charly Hübner como Horst
- Mirko Lang como Tobias
- Andreas Schmidt como Jürgen